# Jan Buszek

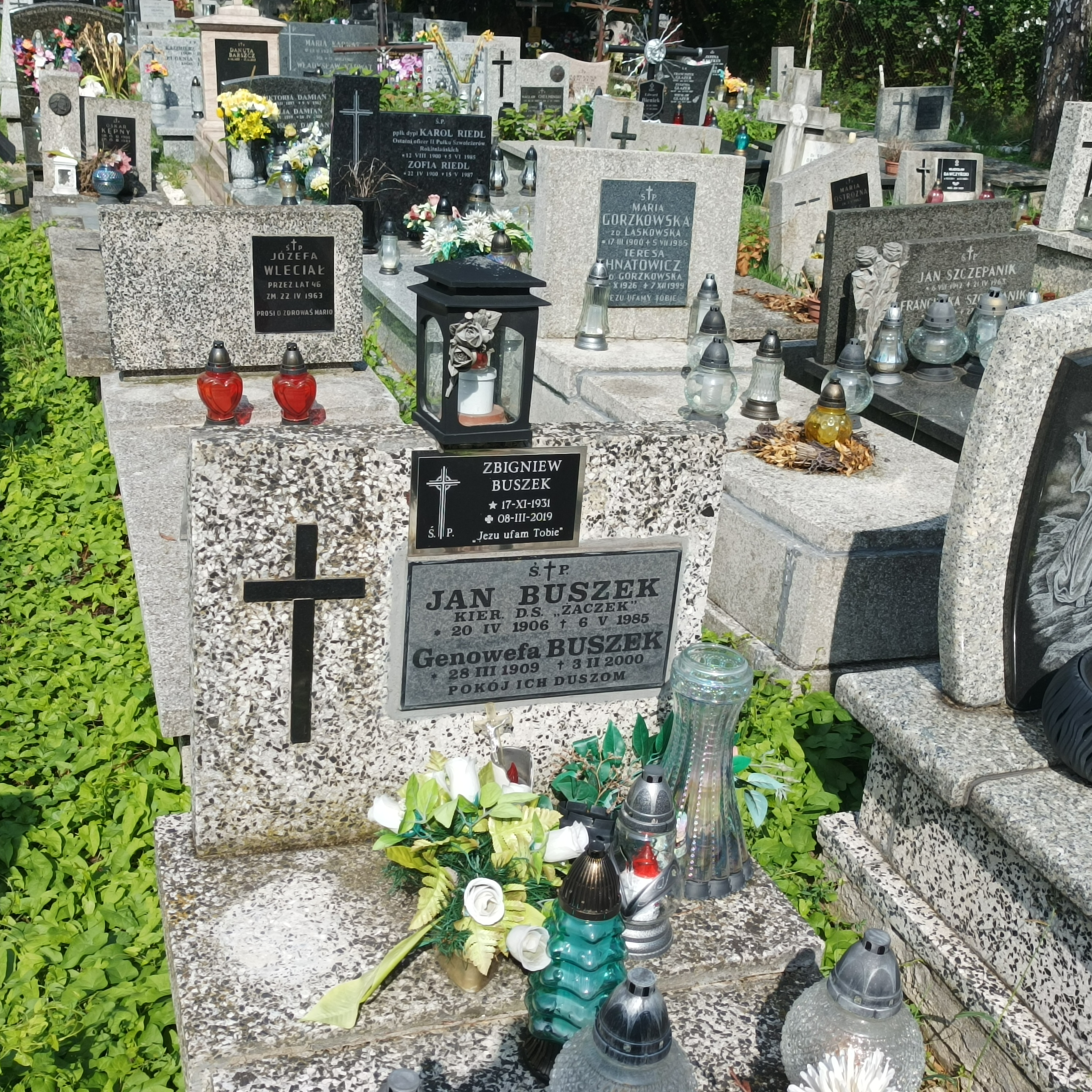
Grób Jana Buszka na cmentarzu wojskowym przy ul. Prandoty w Krakowie

Jan Buszek (ur. 20 kwietnia 1906, zm. 6 maja 1985) – polski pracownik administracyjny,  kierownik Domu Studenckiego „Żaczek” Uniwersytetu Jagiellońskiego, zwany „Królem Waletów”. Uczestnik kampanii wrześniowej. Pracownik „Żaczka” w latach 1929-1939 i ponownie od 1945. Administrator domu (1951) i jego kierownik (1955-69). Koronowany na „Króla Waletów” podczas obchodów 600- lecia Uniwersytetu Jagiellońskiego (1964). Upamiętniony tablicą pamiątkową na fasadzie „Żaczka”. Pochowany na krakowskim cmentarzu wojskowym (kw. XCI-27-9).
W Krakowie, na terenie Miasteczka Studenckiego AGH znajduje się ulica jego imienia.